# على وضعك (فلم)
فيلم مصري من إنتاج عام 2017 بطولة أحمد سعد ؛ أيمن قنديل ؛ نسرين أمين ؛ لطفي لبيب ؛ سامي مغاوري تأليف سيد السبكي إخراج سارة وفيق

## ملخص الفيلم
تجري أحداث الفيلم حول أيمن (أحمد سعد) مدير الكاستينج الذي يخوض علاقات غرامية متعددة ويعيش حياته بكل حرية وأريحية، وفي المقابل يعيش حازم (مصطفى أبو سريع) في حالة من الرتابة بسبب طبيعة عمله في شركة محمول ومسئوليات الزواج والأبوة، وكل منهما ينظر لحال الآخر ولا يرضى بحاله، وتتداخل حيواتهما بفعل تجربة فائقة الغرابة.

## الأبطال
- أحمد سعد
- نسرين أمين
- أيمن قنديل
- سامي مغاوري
- رانيا الملاح
- مصطفى أبو سريع
- لطفي لبيب
- حسن عبد الفتاح
- محمد الأتوني